# Макаренко Микола Васильович (секретар обкому)
Микола Васильович Макаренко (1912, село Ковалівка, тепер Драбівського району Черкаської області — ?) — український радянський і партійний діяч, 1-й секретар Іршавського окружкому КП(б)У Закарпатської області, секретар Дрогобицького обкому КПУ. Депутат Дрогобицької обласної ради.

## Життєпис
Народився в селянській родині. Трудову діяльність розпочав у 1925 році в господарстві батьків. Після вступу до колгоспу навчався на курсах трактористів, до 1931 року працював бригадиром тракторної бригади Кононівської машинно-тракторної станції на Черкащині.
У 1931—1933 роках — учень Яготинської школи-училища «Тракторуч», де здобув спеціальність токаря. У 1933—1936 роках — токар Яготинської машинно-тракторної станції Київської області.
У 1936—1940 роках — студент Запорізького хіміко-алюмінієвого (металургійного) технікуму. З 1940 року, після закінчення технікуму, працював на підприємстві в місті Запоріжжі.
Член ВКП(б) з 1940 року.
У червні 1941—1942 роках — в Червоній армії, учасник німецько-радянської війни. Служив політичним керівником стрілецької роти 983-го стрілецького полку 12-ї армії Південно-Західного фронту. У січні 1942 року був важко поранений при обороні міста Куп'янська Харківської області. До травня 1942 року лікувався у військовому госпіталі, став інвалідом 2-ї групи. У травні 1942 року демобілізований із Радянської армії.
У 1942—1944 роках — штатний пропагандист, завідувач організаційно-інструкторського відділу районного комітету ВКП(б) в Ставропольському краї РРФСР і Фрунзенській області Киргизької РСР.
У 1944—1945 роках — інструктор Запорізького обласного комітету КП(б)У. У 1945—1948 роках — заступник завідувача промислового відділу Закарпатського обласного комітету КП(б)У.
У 1948—1949 роках — 1-й секретар Іршавського окружного комітету КП(б)У Закарпатської області.
У 1949—1952 роках — слухач трирічної Республіканської партійної школи при ЦК КП(б)У в місті Києві.
У 1952—1954 роках — завідувач промислово-транспортного відділу Дрогобицького обласного комітету КПУ.
У липні 1954 — 23 липня 1955 року — секретар Дрогобицького обласного комітету КПУ.
У липні 1955 року відряджений ЦК КПРС у розпорядження ЦК КП Казахстану.
На 1985 рік — пенсіонер.

## Звання
- політрук

## Нагороди
- орден Червоної Зірки (6.11.1947)
- орден Вітчизняної війни І ст. (6.04.1985)
- ордени
- медаль «За перемогу над Німеччиною у Великій Вітчизняній війні 1941—1945 рр.»
- медаль «За доблесну працю у Великій Вітчизняній війні 1941—1945 рр.»
- медалі